# 那山
那山（?—?），辉发那拉氏，内务府满洲正白旗人，康熙乙酉举人，丙戌进士。后任粤海关监督总管、六库郎中兼佐领，诰封通议大夫。

## 家族
女一嫁乾隆己未进士興國；族亲那峨，嘉庆己巳进士、文彬，咸丰壬子进士、延燮，光绪壬辰进士。